# Rügen
Rügen (lat. Rugia) è la più grande isola della Germania, situata nel mar Baltico di fronte alle coste del Meclemburgo-Pomerania Occidentale.

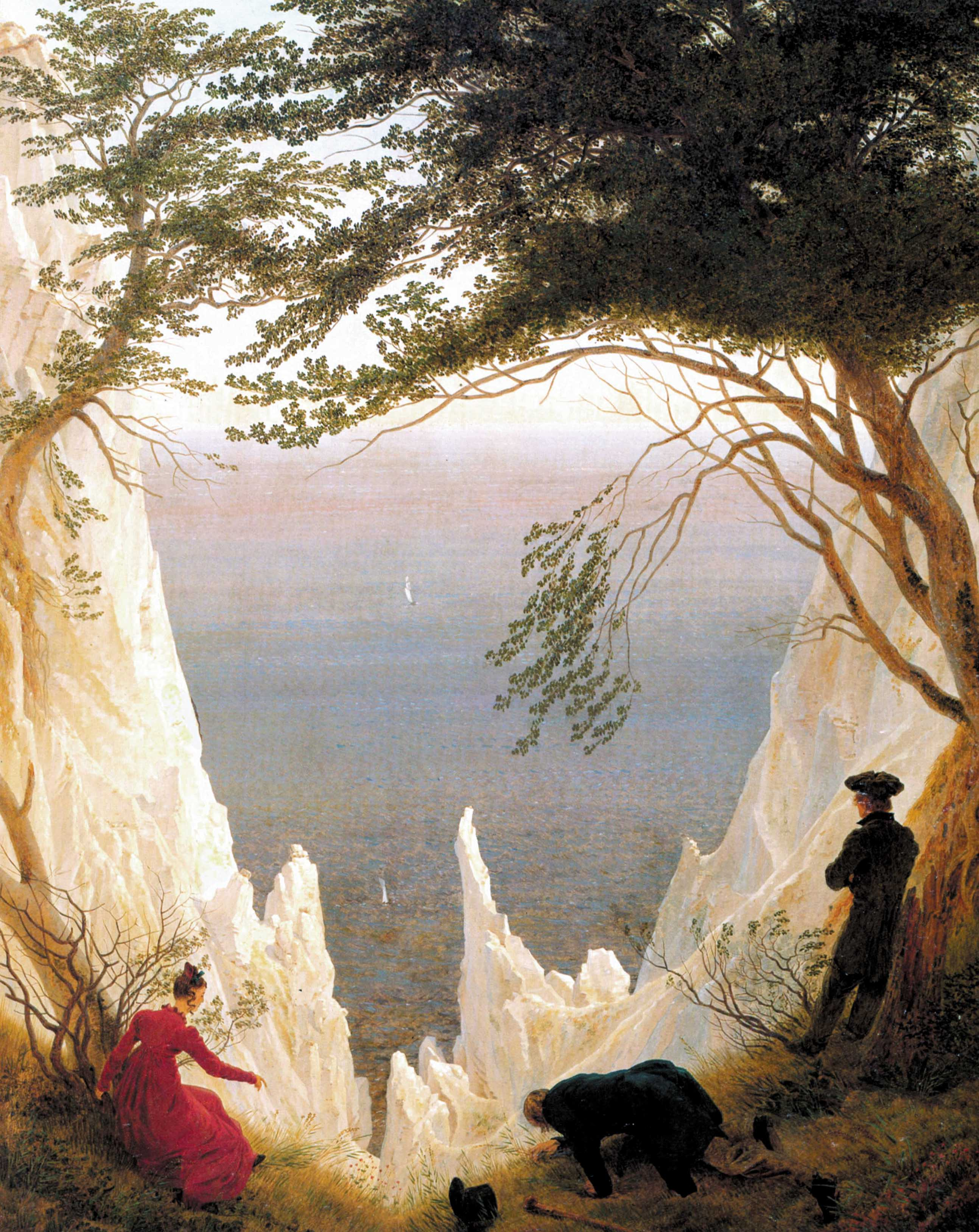
Le bianche scogliere di Rügen, di Caspar David Friedrich

L'isola, un antico insediamento di popolazioni slave, è famosa per le bianche scogliere di Stubbenkammer, immortalate dal pittore Caspar David Friedrich, per il promontorio di Kap Arkona, nonché per le località balneari della costa sud-orientale; la serie televisiva La nostra amica Robbie è ambientata nella cittadina di Seehagen.

## Geografia
L'isola è lunga 52 km e larga 41 con una superficie complessiva di 926 km² ed è collegata alla città di Stralsund tramite un lungo ponte chiamato Rügendamm, che passa sopra lo stretto di mare chiamato Strelasund che separa l'isola dalla terraferma.
Lo sviluppo costiero complessivo è pari a 574 km e le coste sono caratterizzate da numerose insenature, baie e promontori.

## Amministrazione
Da un punto di vista amministrativo l'isola, insieme alla vicina isola di Hiddensee, forma parte del circondario della Pomerania Anteriore-Rügen il cui capoluogo è la città di Stralsund. Altri centri importanti dell'isola sono: Bergen (centro principale), Altefähr, Putbus, Binz, Sellin, Göhren, Sassnitz, Altenkirchen, Vitt, Wiek, Ralswiek, Poseritz, Schaprode, Lohme e Gingst.

## Cultura

### Teatro
- Störtebeker-Festspiele[1] - Festival annuale di teatro

## Curiosità
- Il musicista Johannes Brahms si recò più volte in villeggiatura in quest'isola che amava in special modo per il suo aspetto selvaggio, suggestivo e solitario. In particolare vi terminò, nell'estate del 1876, la sua Prima Sinfonia (in do minore, op. 68). Scrisse, a settembre, in una lettera al suo editore Simrock: «Alle Wissower Klinken [scogliere rocciose presso Sassnitz] è rimasta appesa una bella sinfonia...» (An den Wissower Klinken ist eine schöne Symphonie hängen geblieben...).

- Alcuni sostengono che, nel periodo nazista, su questa isola sia stato effettuato un esperimento di esplosione dell'atomica di Hitler.[2]

## Galleria d'immagini

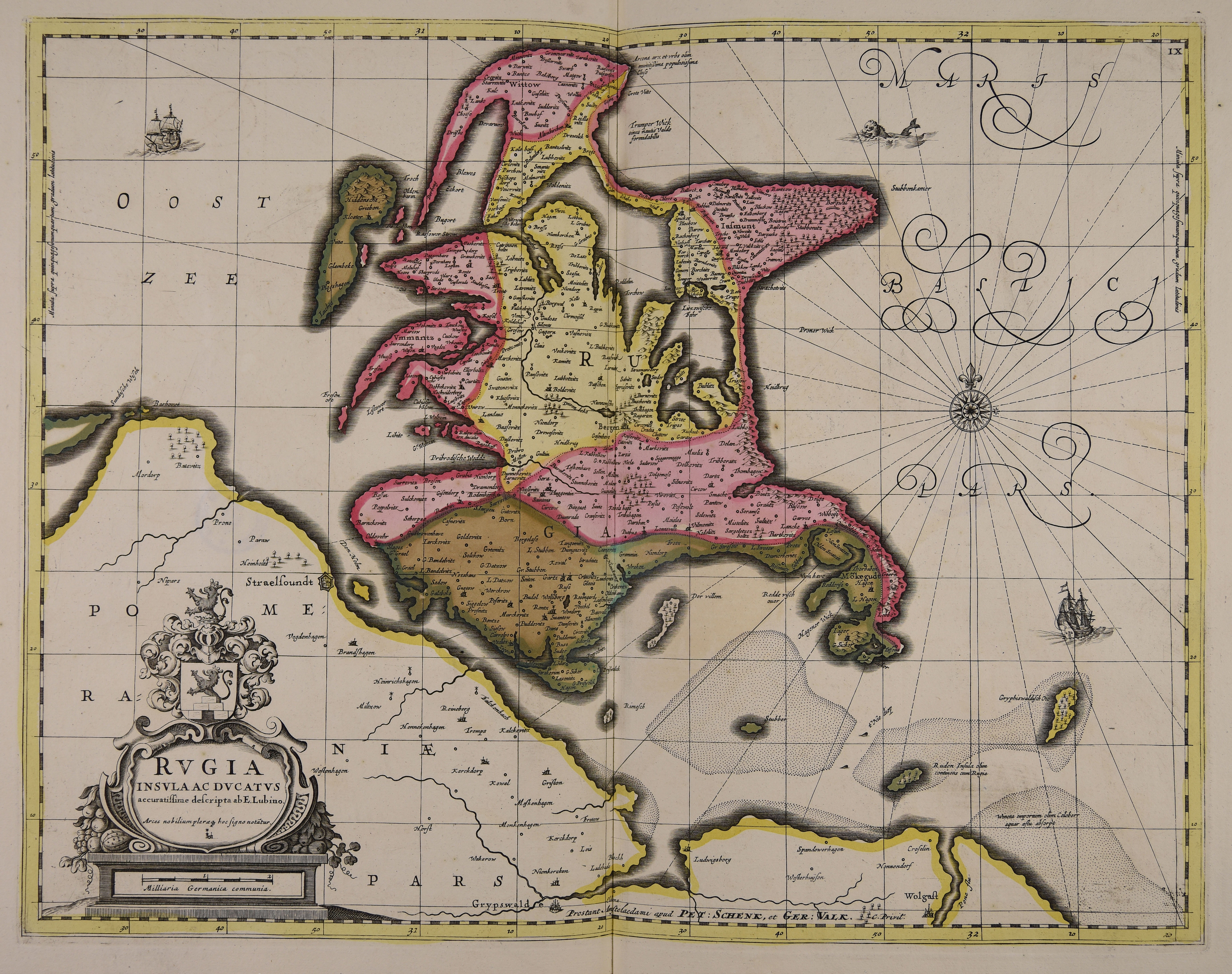
Mappa del XVII secolo
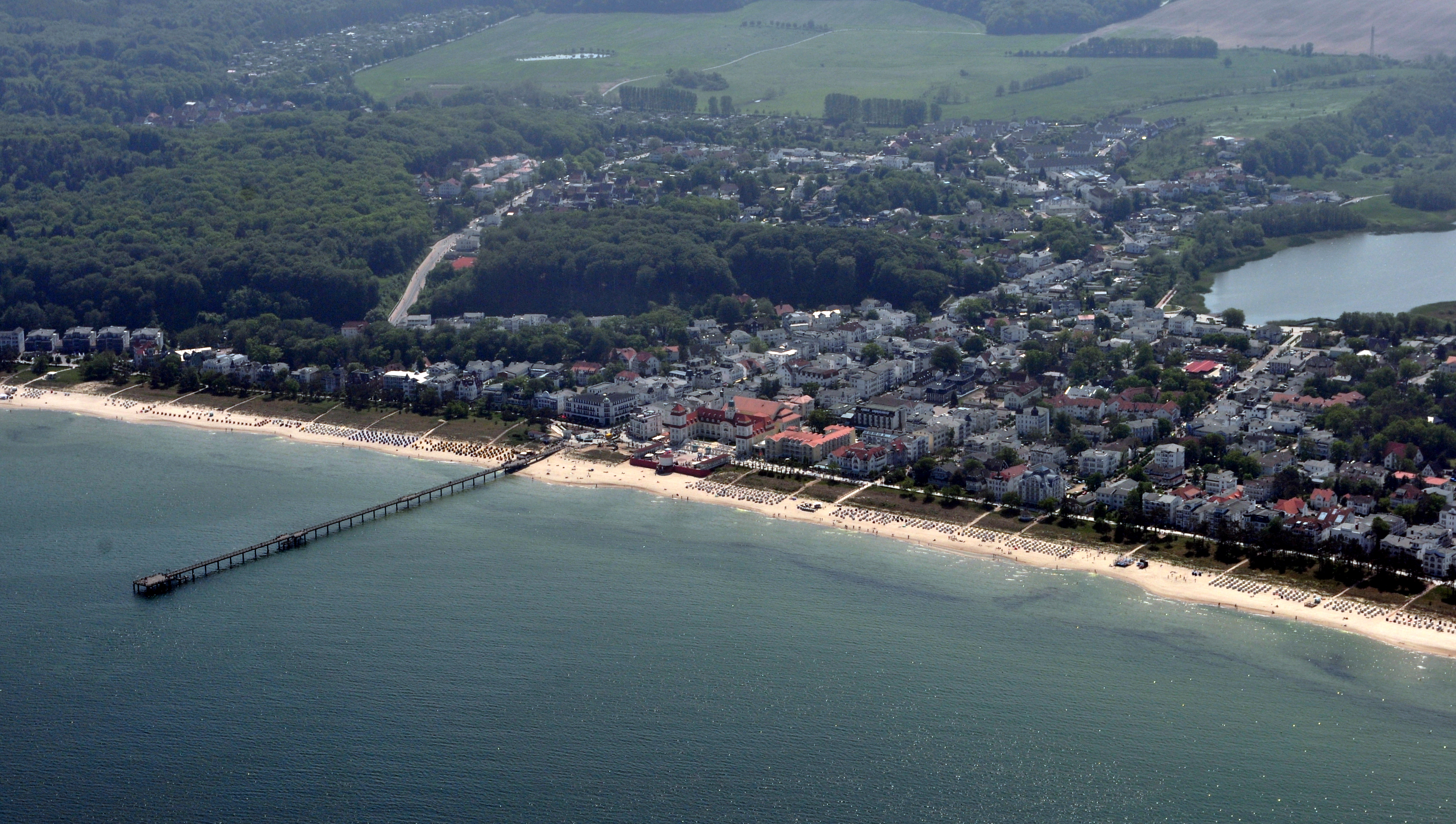
Binz
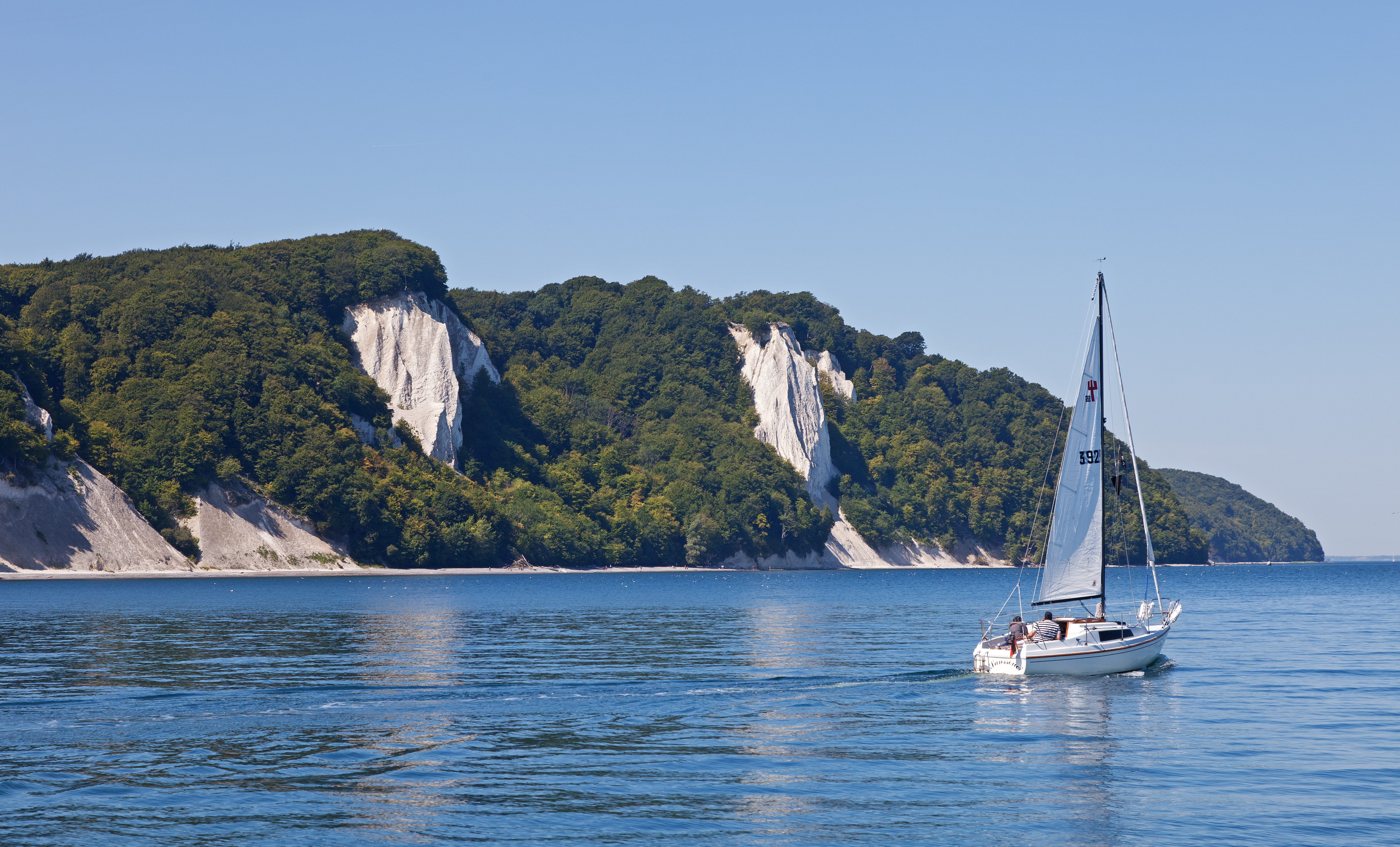
Nationalpark Jasmund
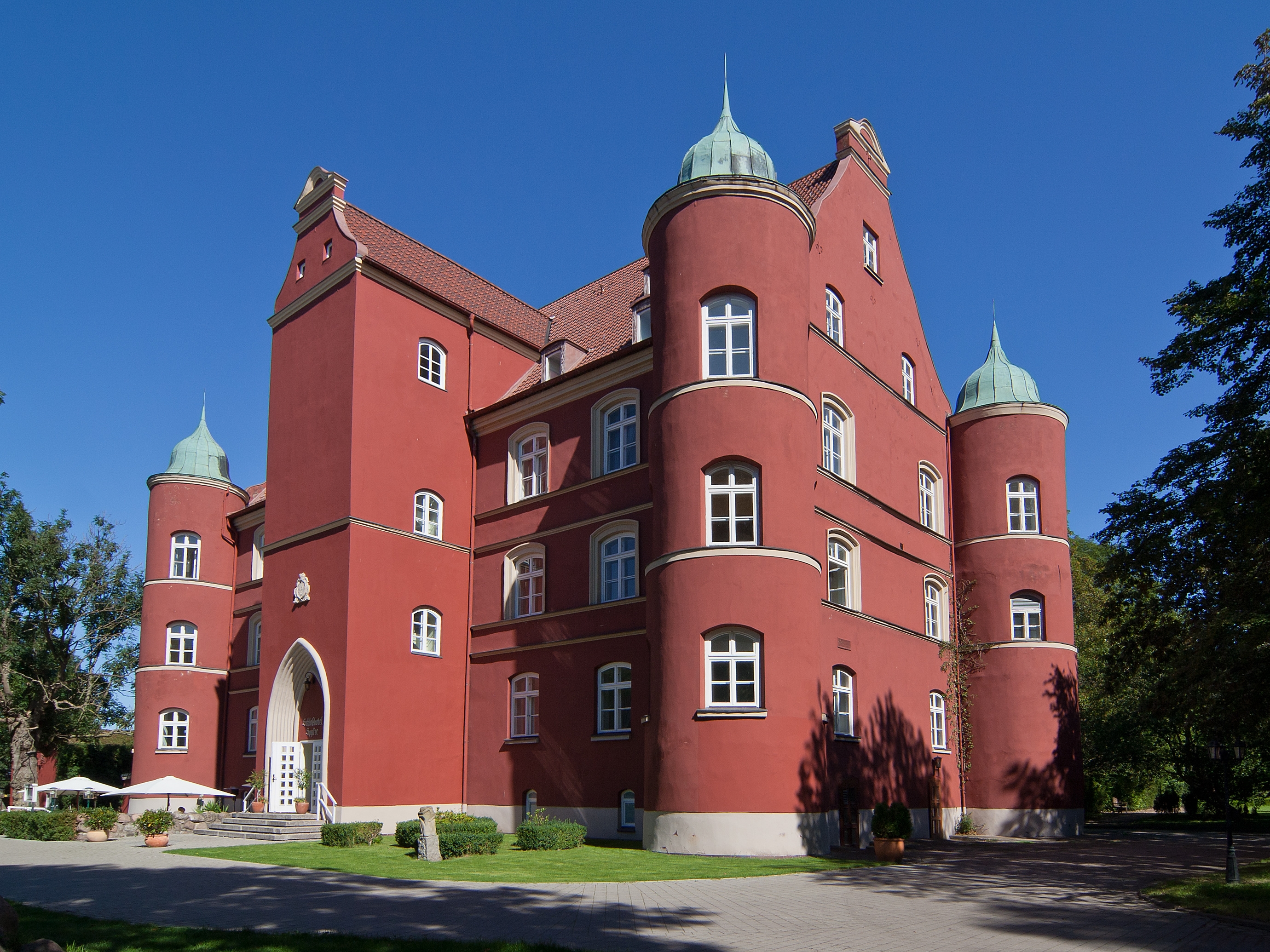
Il castello di Spyker